# O'Neill (Nebraska)
O'Neill è un comune degli Stati Uniti d'America, situato in Nebraska, nella contea di Holt.